# 230 État 621 à 705
Les 230 État 621 à 705 sont des locomotives de vitesse à tender séparé de la Compagnie des chemins de fer de l'Etat, réservées aux trains de voyageurs.

## Histoire
Ces machines sont dérivées des 230 Ouest 2701 à 2820 qui, lors de la nationalisation des Chemins de Fer de l'Ouest par l'Administration des Chemins de Fer de L'Etat se sont trouvées être de bonnes locomotives mais en nombre insuffisant, le Réseau a donc commandé 85 nouvelles machines à la SFCM et à Fives-Lille en 1912. 
En 1938, elles deviennent à la SNCF 230 F 621 à 705. Toutes sont en service en 1938. La série est réformée entre 1949 et 1959.

## Description
Ces machines sont munis d'une chaudière à foyer Belpaire équipée d'un surchauffeur Schmidt. Le moteur vapeur est  compound et comprend 4 cylindres munis de tiroirs cylindriques.

## Caractéristiques
Longueur : 11,68 m
Poids à vide: 64,5 t
Poids en charge: 69,7 t
Timbre: 15 kg
Surface de grille : 2,80 m2
Surface de chauffe: 159,5 m2
Surface de surchauffe: 37,5 m2
Diamètre des roues (motrices): 1 940 mm
Diamètre des roues (porteuses): 960 mm
Dimensions des cylindres HP, alésage x course: 380 x 640 mm
Dimensions des cylindres BP, alésage x course: 550 x 640 mm
Vitesse maximum: 120 km/h